# Fətəlikənd
Fətəlikənd è un comune dell'Azerbaigian situato nel distretto di Saatlı.